# کوانزای آنگولا

اسکناس ۲.۵ اسکودویی. اسکودو واحد پول آنگولا بین سال‌های ۱۹۱۴ و ۱۹۲ح و دوباره بین سال‌های ۱۹۵۸ و ۱۹۷۷ بود.

کوانزای آنگولا (به انگلیسی: Angolan kwanza)(به پرتغالی: Kwanza Angolano) با کد ایزوی AOA، یکای پول رایج در کشور آنگولا است. مسئولیت کنترل این یکای پول برعهدهٔ بانک مرکزی آنگولا قرار دارد.
کوانزای آنگولا، جزء بی ارزش‌ترین پول‌های جهان در میان ارزهای بین‌المللی در سال 2023 قرار گرفته است.